# Singularity (bài hát)
"Singularity" là một bài hát của nhóm nhạc nam Hàn Quốc BTS và là bài hát solo của thành viên V trong album phòng thu thứ ba của nhóm, Love Yourself: Tear (2018), được phát hành vào ngày 7 tháng 5 năm 2018. Nó được viết bởi Charlie J. Perry và RM, với Charlie J. Perry là nhà sản xuất duy nhất. Bài hát đã được phát hành lần thứ hai trong album tổng hợp Love Yourself: Answer vào ngày 24 tháng 8 năm 2018.

## Bối cảnh và phát hành
Video âm nhạc cho "Singularity" đã được phát hành như một đoạn giới thiệu cho album sắp ra mắt Love Yourself: Tear. Video đã đạt hơn 10 triệu lượt xem trong vòng chưa đầy 15 giờ. Theo Dictionary, lượt tìm kiếm tên bài hát đã tăng 7,558%.

## Quảng bá
Bài hát đã được quảng bá tại KBS Song Festival năm 2018 vào ngày 29 tháng 12 năm 2018.

## Video âm nhạc
Goldbin và Soohyoun Nam, viết cho Mnews, đã mô tả bối cảnh của video âm nhạc như một không gian kín mà trong đó thành viên V di chuyển giữa các vùng sáng và bóng tối, sau đó là một căn phòng tối đầy hoa. Họ giải thích vũ đạo "bị hạn chế", được thực hiện với mặt nạ trắng, tượng trưng rằng anh đã che giấu con người thật của mình để đạt được tình yêu và hình ảnh của tảng băng vỡ cho thấy anh nhận ra rằng anh đã hành động theo một cách không chân thật. Tamar Herman của Billboard chỉ ra rằng anh dường như đang thể hiện câu chuyện thần thoại Hy Lạp về Narcissus, người đem lòng yêu hình ảnh phản chiếu của mình đến nỗi gây ra cái chết của mình.
Nó được tiết lộ rằng biên đạo múa đã thực hiện điệu nhảy là Keone Madrid, người đã làm việc với BTS trong một số điệu nhảy khác như "Dope", "Fire", "Not Today" và "Blood Sweat & Tears". The director for the music video was Choi Yongseok from Lumpens. Các trợ lý giám đốc là Lee Wonju, Jeong Minje và Park Hyejeong của Lumpens. Các nhân sự chủ chốt khác bao gồm Nam Hyunwoo của GDW là giám đốc hình ảnh, Song Hyunsuk từ Real Lighting là người chỉ đạo ánh sáng, biên tập viên Park Hyejeong, và các giám đốc nghệ thuật Park Jinsil và Kim Bona của MU:E.
Video âm nhạc đã vượt mốc 150 triệu lượt xem trên Youtube vào ngày 21 tháng 11 năm 2020, trở thành video giới thiệu được xem nhiều nhất trên nền tảng này và là đoạn giới thiệu đầu tiên của BTS cho sự trở lại đạt được cột mốc này.

## Sáng tác
Về mặt âm nhạc, bài hát được mô tả là bản nhạc R&B với những điểm nhấn của neo soul và jazz bởi Rolling Stone India. Burlington County Times mô tả nó là "một nhịp điệu thư giãn được bổ sung bởi giọng hát như mật ong của V", "sẽ trở nên hay hơn với mỗi lần nghe". Bài hát được sáng tác trong thang nhạc D ♭ nhỏ và có 104 nhịp mỗi phút.
Trong một cuộc phỏng vấn với Billboard, nhà văn Charlie J. Perry kể lại rằng bài hát bắt đầu như một bài thơ và nó được xây dựng từ đó. Họ muốn nó có một loại Daniel Caesar/D'Angelo rung cảm trong thể loại neo soul. Theo MTV News, bài hát nói về V "đặt câu hỏi về chiếc mặt nạ mà anh đeo để che giấu cảm xúc thật của mình, [tự hỏi bản thân], 'Tôi đã đánh mất chính mình, hay tôi đã giành được bạn?'"

## Đón nhận
Theo đánh giá chung, bài hát đã được đón nhận nồng nhiệt, với Alexis Pedridis từ The Guardian nói rằng bài hát đã được "ban phước với một giai điệu đặc biệt ám ảnh, [cao độ] âm thanh của nó ở đâu đó giữa linh hồn của những năm 70 cổ điển và một bản nhạc chậm R&B ở vế sau". IZM cho biết bài hát đã thêm một giọng neo soul đặc biệt vào album và Spin cho biết V đã đem đến một sự tự tin yên tĩnh để thiết lập giai điệu cho album. Pitchfork gọi "Singularity" là luận điểm của album. Trong một bài đăng trên blog, nhà báo Monique Jones đã mô tả "Singularity" là "R&B thuần túy" và "một bài hát được dành riêng cho giọng của Taehyung".
Bài hát đã được xếp hạng ở vị trí số 13 về doanh số bán hàng kỹ thuật số tại Hoa Kỳ khi phát hành và bán được hơn 10,000 bản.

## Giải thưởng
| Phê bình/Xuất bản  | Danh sách                                     | Vị trí | Nguồn  |
| ------------------ | --------------------------------------------- | ------ | ------ |
| Los Angeles Times  | Xuất sắc nhất năm 2018                        | 4      | [ 23 ] |
| The New York Times | 65 bài hát xuất sắc nhất năm 2018             | 20     | [ 24 ] |
| SBS                | 100 bài hát nhạc pop châu Á hàng đầu năm 2018 | 24     | [ 25 ] |

## Bảng xếp hạng
| Bảng xếp hạng (2018)               | Vị trí cao nhất |
| ---------------------------------- | --------------- |
| France (SNEP)                      | 100             |
| Hungary (Single Top 40)            | 4               |
| Japan Hot 100 (Billboard Japan)    | 34              |
| South Korea (Gaon)                 | 54              |
| South Korea (K-pop Hot 100)        | 10              |
| US World Digital Songs (Billboard) | 1               |

## Lịch sử phát hành
| Phiên bản              | Quốc gia | Ngày             | Định dạng                       | Hãng đĩa       |
| ---------------------- | -------- | ---------------- | ------------------------------- | -------------- |
| Phiên bản giới thiệu   | Toàn cầu | 18 tháng 5, 2018 | Tải kỹ thuật số phát trực tuyến | Big Hit [ 32 ] |
| Phiên bản thông thường | Toàn cầu | 24 tháng 8, 2018 | Tải kỹ thuật số phát trực tuyến | Big Hit [ 32 ] |